# Alta via meranese
L'Alta via meranese (Alta Via di Merano) è uno dei sentieri escursionistici più importanti e suggestivi delle Alpi,  interamente compreso nelle Alpi Venoste (parte delle Alpi Retiche orientali), in provincia di Bolzano (Alto Adige).

## Descrizione

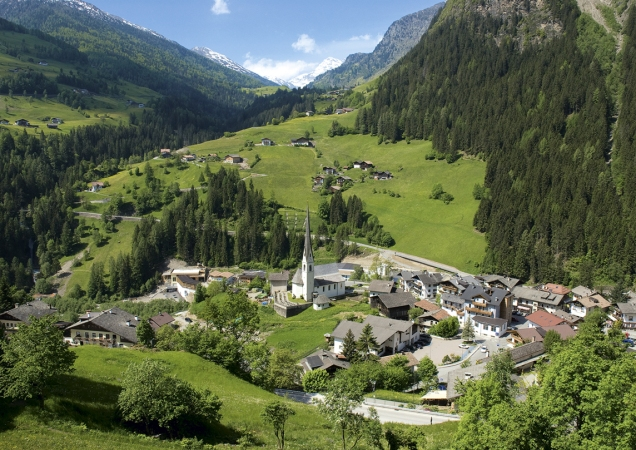
Val Passiria

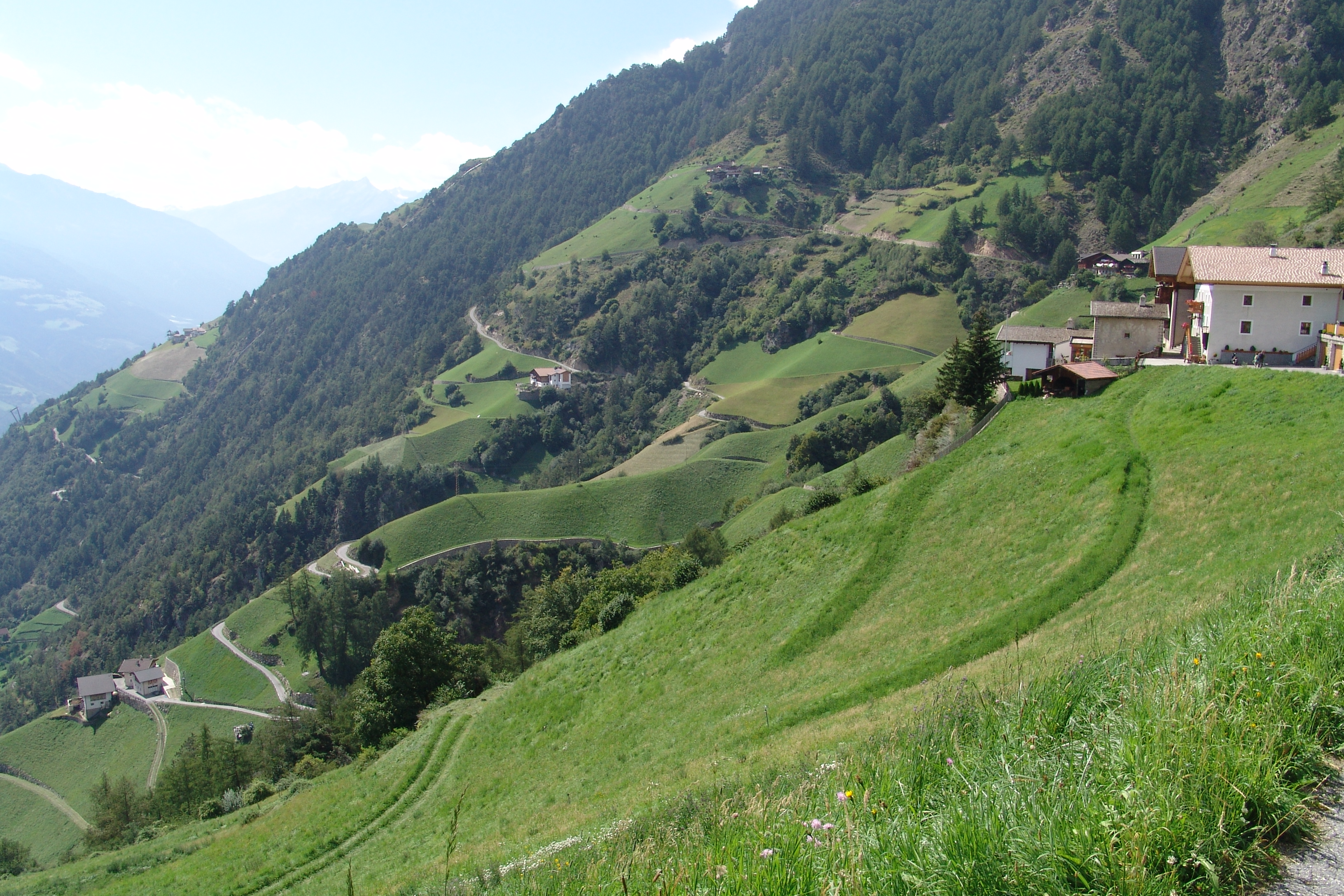
Particolare del percorso

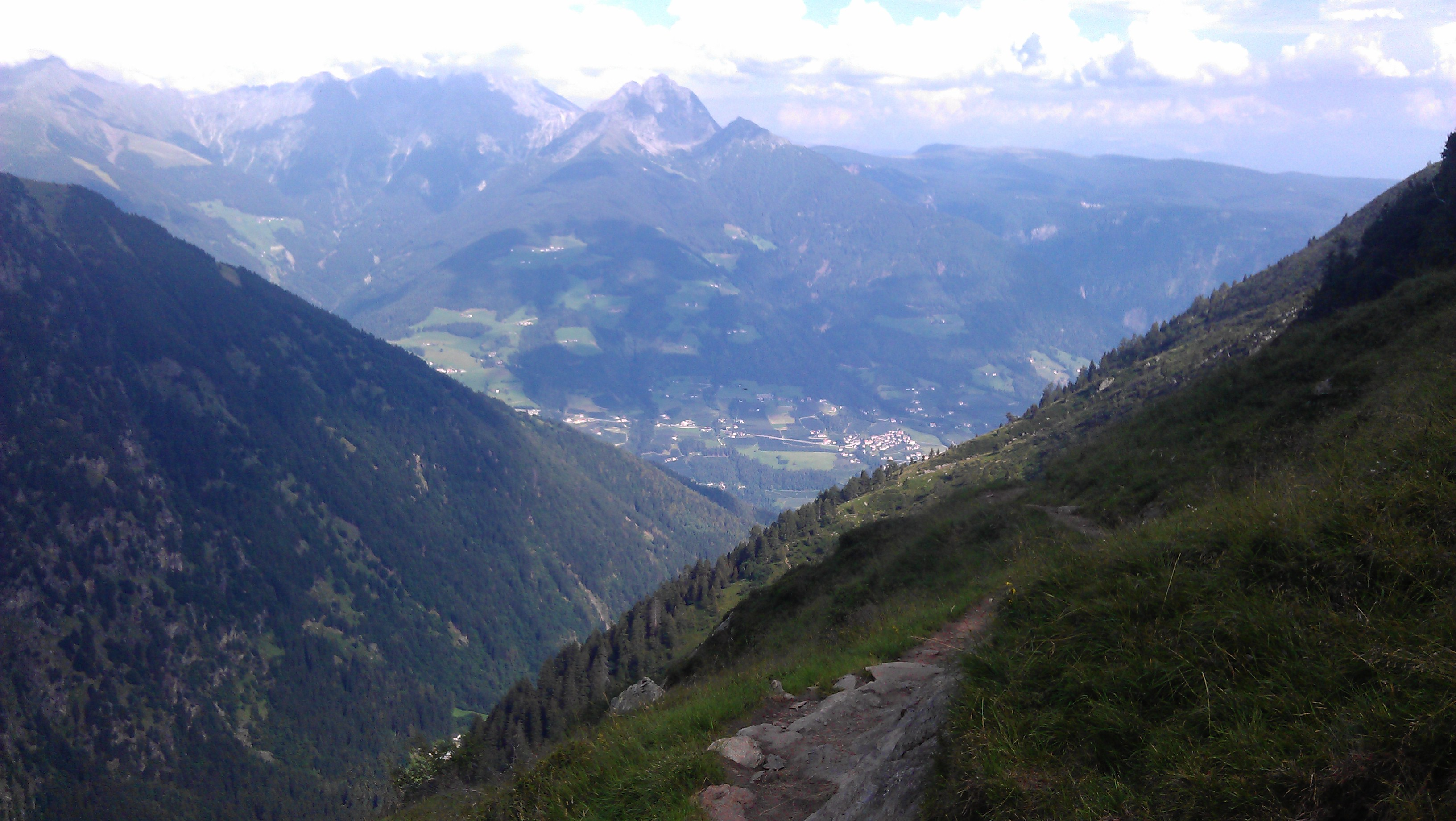
Particolare del percorso

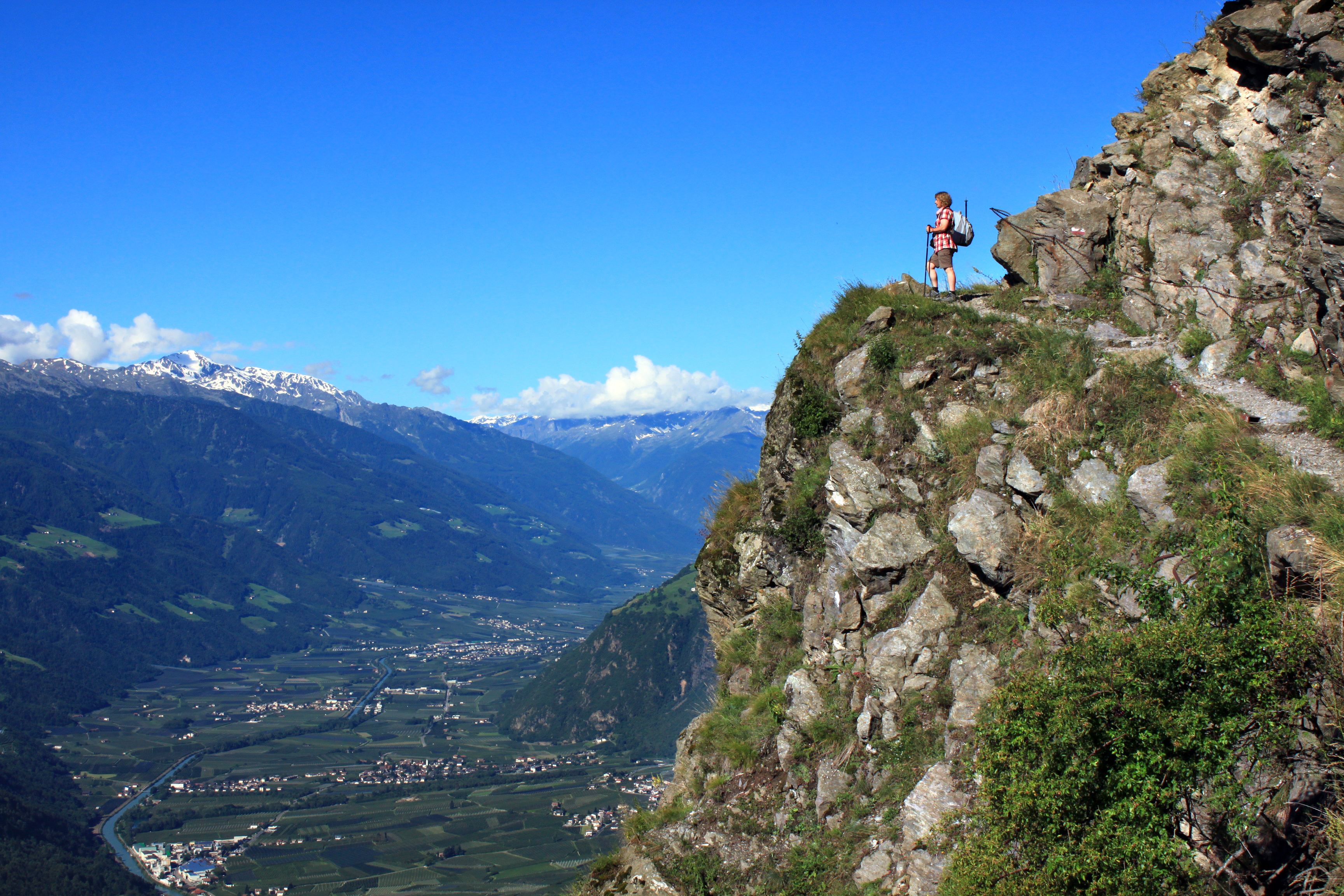
Particolare del percorso

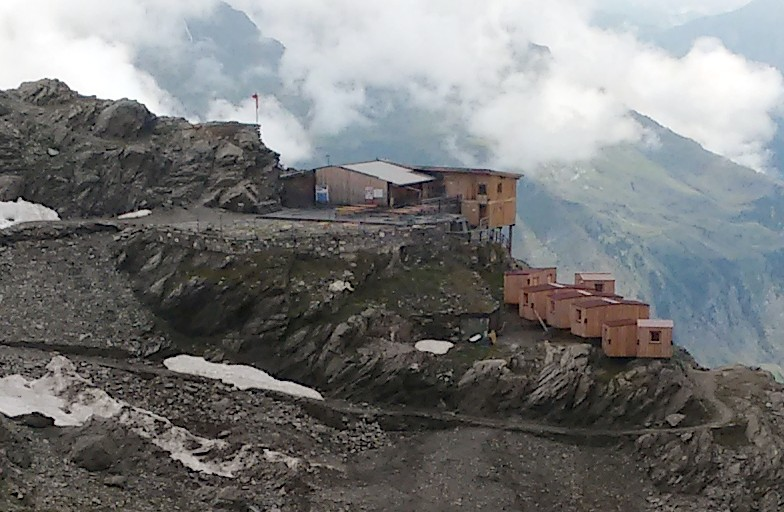
Particolare del percorso

Il suo tracciato, sviluppato in quota pressoché costante, segna per così dire il confine fra il clima d'alta quota del Parco naturale Gruppo di Tessa e quello submediterraneo della piana dell'Adige. Diverse, le possibilità di accesso al percorso: l'escursione può dunque avere inizio in un punto a piacere, per poi magari essere interrotta e proseguita con una discesa a valle. Lungo il tracciato si incontrano inoltre diversi masi situati proprio al margine dell'Alta Via di Merano o nelle sue prossimità e raggiungibili in automobile, taxi o, talvolta, con piccoli impianti di risalita. L'Alta Via di Merano è indicata con il segnavia n° 24. Nei punti più esposti è attrezzata con catene, funi o parapetti di sicurezza. Gradini naturali, artificiali o scalette facilitano inoltre ascesa e discesa.
La distinzione dell'Alta Via di Merano in una sezione settentrionale e meridionale permette di frequentarla senza rischi nelle diverse stagioni dell'anno. L'intero tracciato è di circa 80 km, percorribili in 4-6 giornate, e risulta praticabile da fine giugno a ottobre (a seconda della situazione neve). Oltre a rappresentare una buona escursione alpina, l'Alta Via di Merano offre diversi spettacoli naturali (flora e fauna). Come affacciato ad una terrazza panoramica, l'escursionista ha la possibilità di ammirare da qui la Val Venosta, la Conca di Merano, la Val Passiria, le Alpi Sarentine, Venoste di Levante e di Stubai. Tempo permettendo, è possibile spingere lo sguardo fino alle Dolomiti, alle Dolomiti di Brenta e al massiccio dell'Ortles.
Ad ogni passo, l'Alta Via di Merano riserva sorprese e scorci nuovi, oltre ad offrire uno sguardo sulla realtà contadina dell'Alto Adige e sul duro lavoro delle sue genti che in secoli di impegno hanno creato (e conservano ancora) questo paesaggio montano e agricolo.

## Percorso

### Parte meridionale
- Ulfas (1369 m s.l.m., alta Val Passiria
- Maso "Gögelehof" (1295  m s.l.m.)
- Christl (1132  m s.l.m.)
- Cresta (1098  m s.l.m.)
- Magdfeld (1147  m s.l.m.)
- Vernurio (1100  m s.l.m.)
- Masi della Muta Alta (1361  m s.l.m.)
- Rifugio del Valico (1839  m s.l.m.)
- Malga Gojener (1824  m s.l.m.)
- Malga di Tablà (1788  m s.l.m.)
- Nassereto (1.523  m s.l.m.)
- Montecuccolo (1535  m s.l.m.)
- Hochforch (1555  m s.l.m.)
- Innerforch (1460  m s.l.m.)
- Linthof (1386  m s.l.m.)
- Kopfron (1436  m s.l.m.)
- Monte Santa Catarina (1245  m s.l.m., Val Senales)

### Parte settentrionale
- Monte Santa Catarina (1245  m s.l.m.)
- Nassereto (1534  m s.l.m.)
- Casera di Fuori (1693  m s.l.m., Val di Fosse)
- Malga Rableid e Maso Gelato (2069  m s.l.m.)
- Passo Gelato (2908  m s.l.m., punto più alto dell'escursione)
- Rifugio Petrarca (2875  m s.l.m.)
- Plan (1622  m s.l.m.)
- Inner, Ausserhütt e infine Ulfas